# 塔拉布

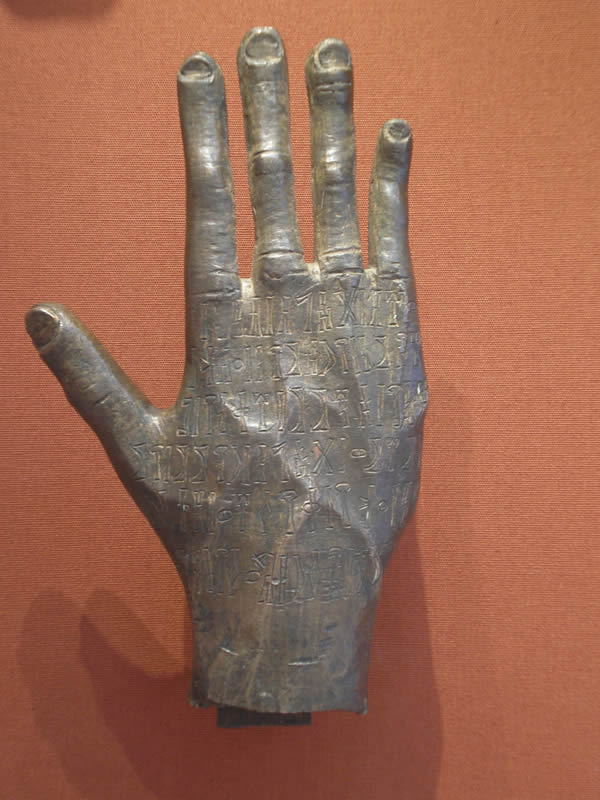
献给塔拉布的供品青铜手（现藏于大英博物馆）

塔拉布（Ta'lab）是阿拉伯半岛南部地区在前伊斯兰时期崇拜的神祇之一，该信仰当时在示巴王国尤为盛行。塔拉布是月神，也是牧场的守护神。位于也门的山城里阳（Riyam）曾有塔拉布的神庙。